# Паломничество на остров Киферу
«Паломничество на остров Киферу» (фр. Le Pèlerinage à l'île de Cythère). Правильное название первой версии картины: «Отплытие с Киферы» (фр. L'embarquement de Cythère); второй версии картины — «Отплытие на Киферу» (фр. L'embarquement pour Cythère) — картина французского живописца периода регентства Антуана Ватто. Первая версия картины (1717) в настоящее время экспонируется в Лувре, вторая (ок. 1718) — во дворце Шарлоттенбург (Берлин).

## Сюжет
Сюжет картины изображает аллегорическое паломничество современных Антуану Ватто персонажей на остров Киферу. Реально существующий остров, иногда именуемый в латинском варианте — Цитера (греч. Κύθηρα), расположен в Эгейском море к югу от Пелопоннеса и считается одним из главных культовых центров богини любви и красоты Афродиты (от названия острова происходит один из эпитетов Афродиты — «Киферийская»). Считается, что Ватто наложил на эту мифологическую подоснову один из сюжетных мотивов популярной в его годы комедии Флорана Данкура «Три кузины», «в котором упоминался чудесный остров, откуда ни одна девушка не возвращается без поклонника или мужа».

## История создания и интерпретации сюжета картины
Первый вариант «Паломничества на остров Киферу» был создан Ватто в качестве обязательной картины для баллотирования в полные члены Королевской академии живописи и скульптуры. Этому предшествовала его первая попытка вступления в Академию и неудача в конкурсе 1709 года на получение стипендии для поездки в Рим. Вторая попытка вступления растянулась на пять лет: в 1712 году Ватто принимают кандидатом, но обязательную картину для прохождения в полные члены Академии он выполняет лишь в 1717 году. К этому времени живописные произведения Ватто, которые получили у современников условное название «Галантных сцен», имели столь широкий успех, что это дало возможность членам Академии не рассматривать его вступительную работу в обязательной системе классических жанров. Для Ватто было сделано исключение: его картине был присвоен специальный статус «галантное празднество», тем самым Академия признавала заслуги художника. Запись в протоколе собрания Королевской академии художеств от 28 августа 1717 года гласила: «Сьер Антуан Ватто, живописец, родом из Валансьена, причисленный 30 июля 1712 года, прислал картину, которую ему предложили исполнить для его приёма в Академию. Она изображает…». Первоначально было написано: «Паломничество на остров Киферу»; затем писарь зачеркнул эти слова, а вместо них написал: «Галантное празднество».
Сам Ватто не давал названий своим картинам. Поэтому интерпретации сюжетов художника оставались на совести критиков. Вначале граф де Келюс, а затем Э. Адемар и М. Леви, исходя из иконографического и композиционного анализа двух вариантов картины, предположили, что первая композиция изображает «Отплытие влюблённых с острова Кифера» (влюблённые прощаются), а вторая — «Отплытие на остров любви и развлечений» (кавалеры ещё уговаривают дам).
Создание второго варианта этого полотна историки искусства датируют приблизительно: около 1718 года. Вероятно, авторскую версию необычно крупного произведения художника, поступившего в собрание Академии художеств, заказал для себя Жан де Жюльен — один из наиболее значительных знакомых Ватто.
Первый вариант «Паломничества» впоследствии поступил в Лувр в составе собрания Академии художеств и в настоящее время занимает центральное место в зале произведений Ватто. Второй авторский вариант в середине XVIII века был приобретён для художественного собрания короля Пруссии Фридриха Великого. Ныне этот вариант, для отличия получивший немного изменённое название: «Высадка на остров Киферу», экспонируется в берлинском дворце Шарлоттенбург.

## Сравнительное описание
Создавая второй вариант «Паломничества», Ватто в целом повторил сценографию первого, но при этом настолько существенно перестроил композицию и колорит, что в результате получилась не копия или реплика, а самостоятельное произведение. Между двумя картинами происходит тематический диалог, при этом их сравнительный анализ даёт больше возможностей для восприятия формы и понимания содержания каждой из картин, рассмотренной в отдельности.
На обеих картинах изображён остров Кифера. Об этом свидетельствует скульптурный символ «острова любви»: в луврском варианте — менее заметная в тени деревьев на среднем плане герма Афродиты, в берлинском — выдвинутая к переднему плану динамичная скульптурная композиция Афродиты с Эротом на массивном постаменте, резко освещённая на фоне тёмных деревьев. На берегу расположились паломники, представляющие собой дам и их кавалеров, все они разбиты на пары.

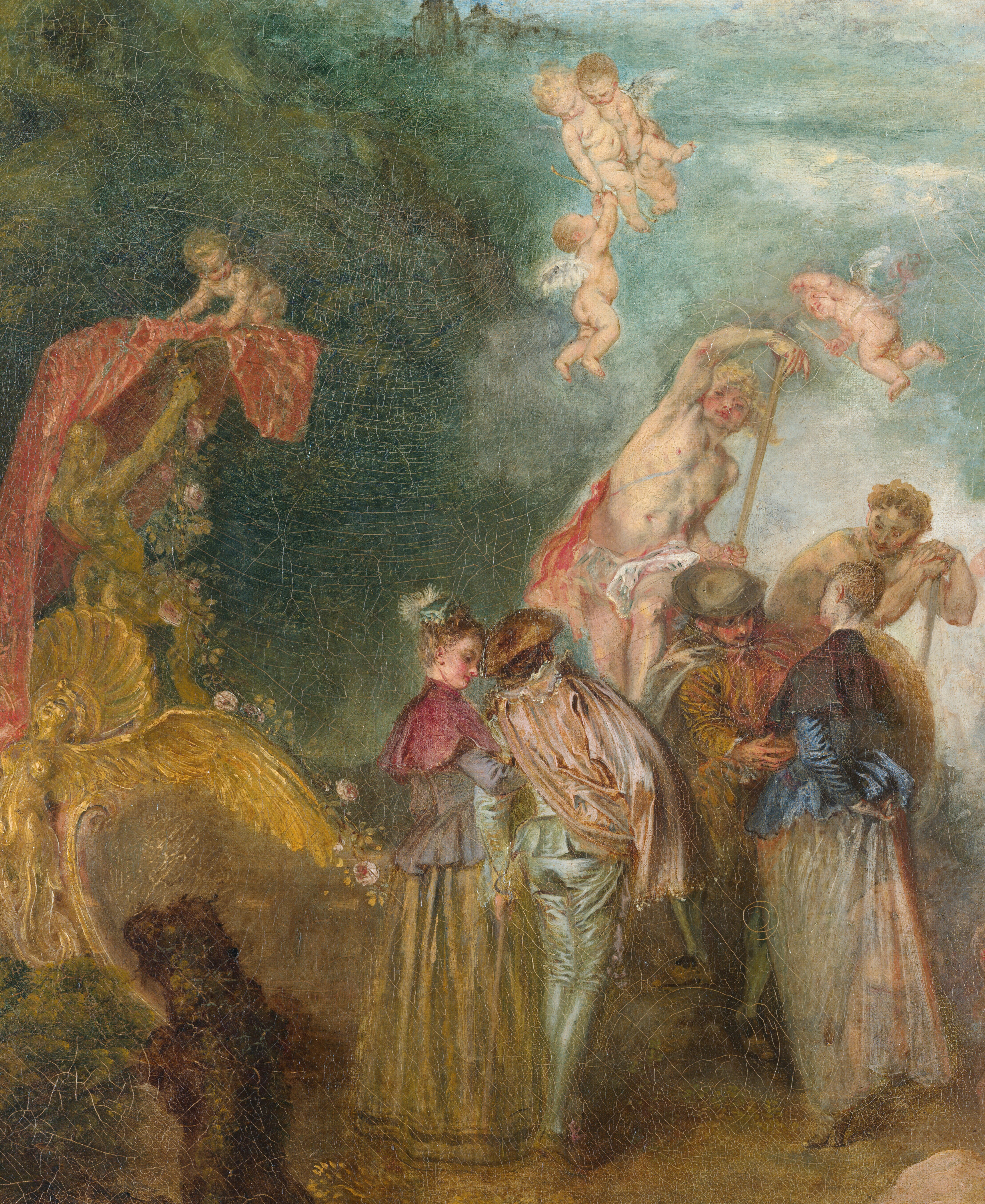
Фрагмент с изображением ладьи и гребцов в луврском варианте

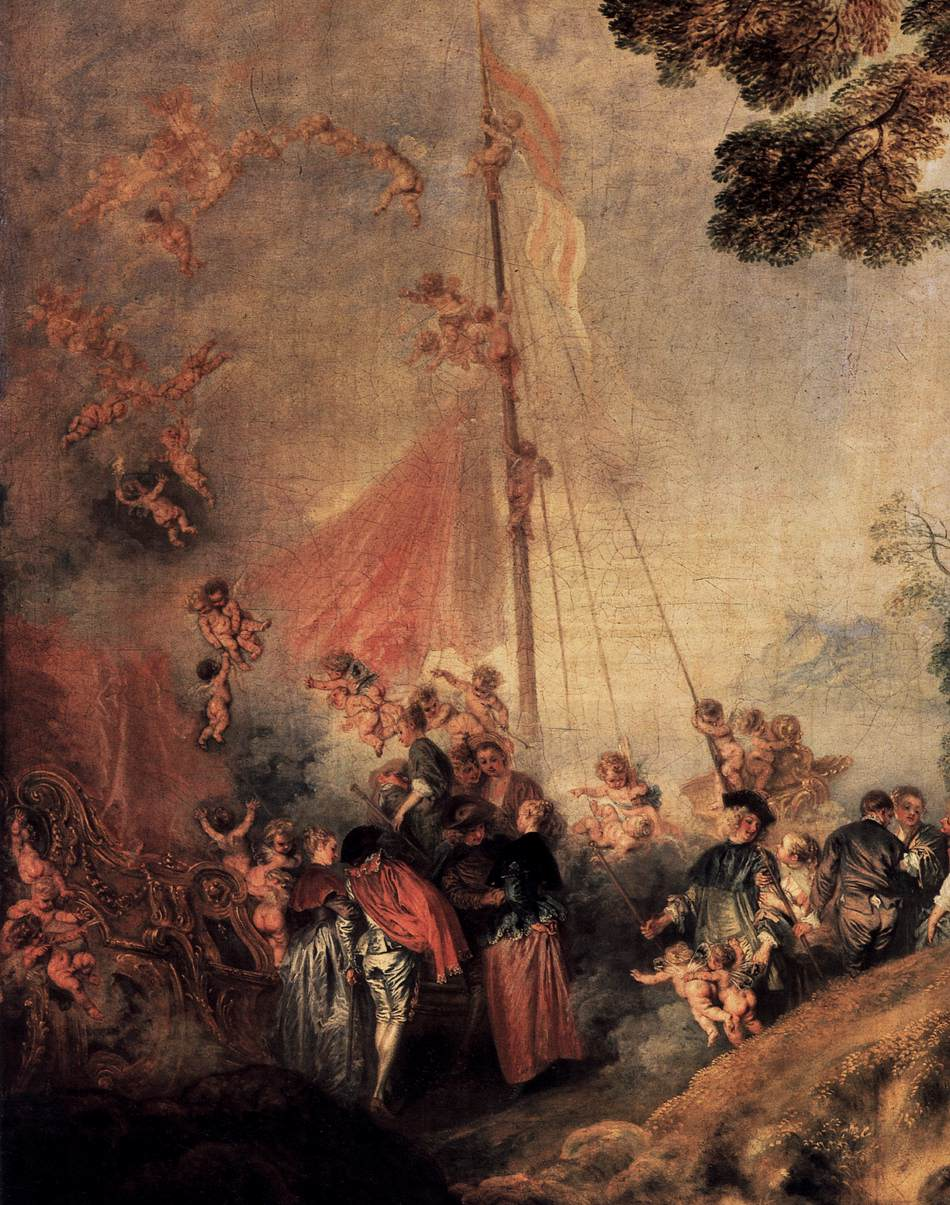
Фрагмент с изображением корабля в берлинском варианте

Судно, доставившее паломников на остров, изображено лишь фрагментарно. В луврском варианте это ладья с гребцами, слева над берегом выступает украшение её носовой части — ростра в виде крылатой сирены. В берлинском варианте ладью сменяет корабль с мачтой и парусом, слева видна его золочёная корма, а ближе к центру картины — носовая часть.
Над ладьёй в луврском варианте порхают фигурки путти, некоторые из них смешиваются с паломниками, при этом общее число путти не намного превышает количество основных персонажей. В берлинском варианте над кораблём зависает целая гирлянда путти, а их общее число увеличивается вчетверо. Одновременно увеличивается и количество основных персонажей — с 8 до 12 пар.
Тем самым значительно насыщается и уплотняется пространство изображённого действия. Это сопровождается его визуальным сокращением. За счёт более низкой точки зрения (горизонта) и менее свободной предметной ситуации в берлинском «Паломничестве» общее пространство изображения теряет глубину и широту луврского. Этот эффект усиливается и колоритом. В луврской картине классически выстроенная цветовая перспектива визуально подчёркивала удалённость задних (холодных) планов по отношению к передним (тёплым). В берлинском варианте тёплый колорит затянутого сиренево-розовой дымкой неба визуально приближает его и ещё больше ограничивает пространство.

## Трактовки сюжета и образа
«Паломничество на остров Киферу» часто рассматривают как меланхолическую пастораль, отразившую мечтательное умонастроение Антуана Ватто:

«Уход от жизни в страну грез, где вечно царят молодость, любовь и счастье, — вот тема этой знаменитой картины»— История западно-европейского искусства. III–XX вв. (Под ред. Н. Н. Пунина).
С. М. Даниэль отмечал в трактовке сюжета «интригующую неясность»: прибытие на остров или возвращение с него изображено художником?

«Герма Афродиты, увитая цветами, в луврской картине, а в берлинской версии — статуя Афродиты с Эротом как будто говорят в пользу второго предположения, да и темп движения любовных пар, словно медлящих с отплытием, свидетельствует о том же»— С. М. Даниэль («Рококо. От Ватто до Фрагонара»).
П. А. Флоренский, как и многие исследователи, трактовал общее движение персонажей справа налево как возвращение с острова, но усматривал за этим внешним обликом действия (в луврском варианте) возможность двойственного истолкования его во времени:

«Тут изображен праздник среди природы, гуляющие пары — одни беседуют в роще, другие подымаются, третьи идут к морскому берегу, четвёртые садятся в лодку, иные, наконец, уже уехали и подёрнуты дымкою влажного морского воздуха. Все эти пары вполне объединены и сюжетно, и живописно, так что всё это движение справа налево представляется сплошным потоком, — движение и образов, и людей, ими представленных. Понимаемая как изображение празднества, как собрание разных видов галантности, картина имеет в себе известную протяженность во времени. Но вместе с тем, более глубоко, она может быть истолкована во времени. Тогда великолепный праздник кончается, блестящее общество куда-то проваливается, и перед нами — уединенная роща — прибежище тайного свидания. Вся эта галантная толпа оказывается лишь одною, изображенною в ряде последовательно развёртывающейся любви [парою]. Это она, единственная пара, беседует в роще и затем постепенно уходит, чтобы скрыться в светоносном тумане на острове Киферы»— Флоренский П. А. («Анализ пространственности и времени в художественно-изобразительных произведениях»).
И. Е. Данилова и в берлинском варианте видела общее направление движения персонажей справа налево, охарактеризовав его как танец, а в более широком смысле раскрыв в изображённой сцене тему жизни «на краю искушения»:

«Пары словно исполняют какой-то красивый танец — все позы и движения, лёгкие и непринужденные, похожи на танцевальные па: кавалер приглашает даму, кавалер помогает ей подняться, кавалер увлекает даму к краю крутого холма и останавливается с ней над самым обрывом… Дама, словно колеблясь, на мгновенье оборачивается назад. Под ногами этой пары — внизу, под обрывом — изображена ещё одна группа, словно те же самые дамы и кавалеры уже в другом, не танцевальном ритме, отбросив стеснительность, увлекают друг друга на корабль любви, вокруг мачт которого порхают амуры. Тема жизни „на краю“. Но не на краю бездны, как у Державина [„Скользим мы бездны на краю, / В которую стремглав свалимся“], а на краю искушения… Мгновенья искушения, которому не могут, да и не хотят противостоять герои»— И. Е. Данилова («Судьба картины в европейской живописи»).
Существуют и сравнительные точки зрения на обе картины. Согласно одной из них, луврскую картину можно рассматривать как размеренно-повествовательную: сюжет здесь достаточно широко развёрнут во времени — его зрительной метафорой становится панорамный пейзаж с уходящей вдаль водной дорогой. Эта дорога привела «паломников» к герме Афродиты, она же ограничивает их пребывание на «острове любви» перспективой неминуемого возвращения в мир реальной жизни. В берлинском же варианте уплотнённое и замкнутое пространство, наполненное динамикой празднества, до предела усиливает в образе состояние «здесь и сейчас». Если первый вариант, созданный Ватто для вступления в Королевскую академию художеств, в немалой степени ориентирован на живопись классицизма и его лидера Пуссена, чьи традиции ещё были сильны в Академии, то во втором варианте художник выстраивал форму и образ, в значительной мере следуя традициям Рубенса и мастеров венецианской школы.

## Реминисценции образа в других искусствах

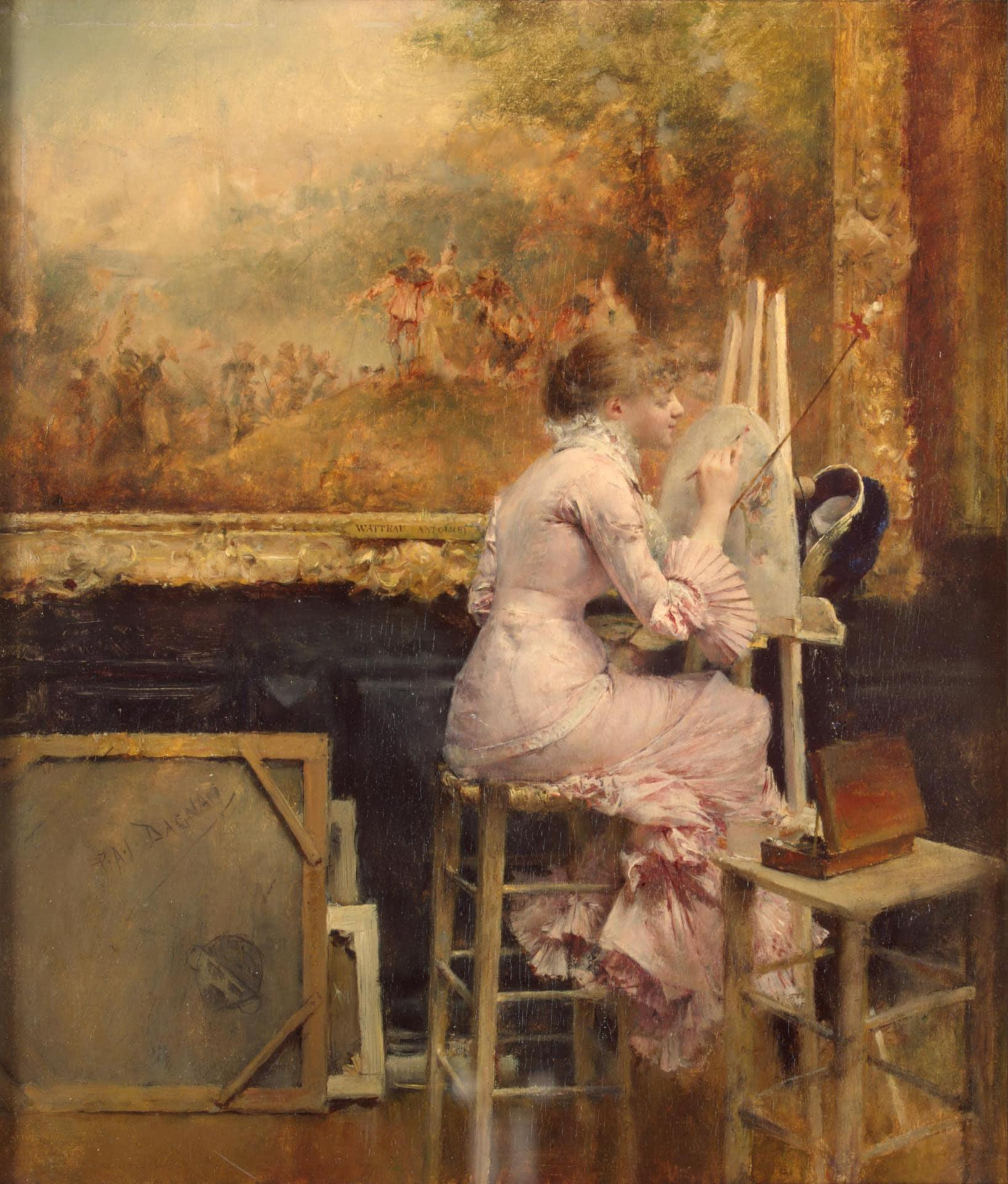
П. Даньян-Бувре. «Художница-акварелистка в Лувре» (Государственный Эрмитаж, Санкт-Петербург)

«Паломничество на остров Киферу» Ватто отразилось в следующих произведениях искусства:
- стихотворение Шарля Бодлера «Поездка на Киферу» (сборник «Цветы Зла», 1857);
- фортепианная пьеса Клода Дебюсси «Остров радости» (1903—1904);
- пьеса для двух фортепиано Франсиса Пуленка «Паломничество на остров Киферу» (1953);
- «Симфония» для большого симфонического оркестра и восьми голосов Лучано Берио (1968).
- дебютная книга стихотворений Георгия Иванова «Отплытие на о. Цитеру» (1912).
- картина французского художника Паскаля Даньян-Бувре «Художница-акварелистка в Лувре» (Государственный Эрмитаж, Санкт-Петербург)
- картина французского художника Луи Беру «Копиистки в Лувре» (1909, частная коллекция)

## Фильмография
- «Тайны галантных празднеств», фильм Алена Жобера[фр.] из цикла «Палитры» (Франция, 1995).